# Ceromasia hybreas
Ceromasia hybreas är en tvåvingeart som först beskrevs av Walker 1849.  Ceromasia hybreas ingår i släktet Ceromasia och familjen parasitflugor. Inga underarter finns listade i Catalogue of Life.